# Municipio de Doyle (Kansas)
El municipio de Doyle (en inglés: Doyle Township) es un municipio ubicado en el condado de Marion en el estado estadounidense de Kansas. En el año 2010 tenía una población de 60 habitantes y una densidad poblacional de 0,61 personas por km².

## Geografía
El municipio de Doyle se encuentra ubicado en las coordenadas 38°12′56″N 96°52′42″O / 38.21556, -96.87833. Según la Oficina del Censo de los Estados Unidos, el municipio tiene una superficie total de 97.64 km², de la cual 97,35 km² corresponden a tierra firme y (0,29 %) 0,29 km² es agua.

## Demografía
Según el censo de 2010, había 60 personas residiendo en el municipio de Doyle. La densidad de población era de 0,61 hab./km². De los 60 habitantes, el municipio de Doyle estaba compuesto por el 83,33 % blancos, el 5 % eran afroamericanos, el 1,67 % eran amerindios, el 10 % eran de otras razas. Del total de la población el 11,67 % eran hispanos o latinos de cualquier raza.